# Mood (Chanté Moore-album)
Mood är det första samlingsalbumet av den amerikanska sångaren Chanté Moore. Albumet gavs ut i Japan den 1 januari 2003 via MCA Records.

## Bakgrund
Den amerikanska artisten Chanté Moore blev den första artisten att skriva på för den nygrundade skivbolaget Silas Records år 1991, en avknoppning av det större bolaget MCA Records. Moore släppte en rad studioalbum under 1990-talet. Hennes fjärde studioalbum Exposed släpptes år 2000. Moore lämnade MCA i slutet på år 2001.

## Innehåll och mottagande
Flera av Moores största hits är exkluderade från Mood som istället innehåller många av hennes lugna låtar i genren Quiet storm. Albumet består av låtar från Precious (1992), A Love Supreme (1994), This Moment Is Mine (1999) och Exposed (2000). Två av låtarna var tidigare endast utgivna som b-sidor på singeln "Your Home Is Where My Heart Is", en duett med Boyz II Men.
Mood gavs ut i Japan av MCA Records den 1 januari 2003 och återutgavs den 4 augusti samma år. CD Japan var positiv till Mood som beskrevs som en "utsökt samling" med "höjdpunkter" från Moores karriär.

## Låtlista
| 1.  | "Searchin'"                                              | Chanté Moore, Christopher Stewart, Sean Hall                             | Stewart                 | 5:40 |
| 2.  | "Love's Taken Over"                                      | Moore, Simon Law                                                         | Law                     | 6:43 |
| 3.  | "Amazing"                                                | Kipper Jones, Keith Crouch                                               | Crouch                  | 5:36 |
| 4.  | "Better Than Making Love"                                | Moore, James Wright, James Harris III, Terry Lewis                       | Jimmy Jam & Terry Lewis | 5:07 |
| 5.  | "Free/Sail On"                                           | Deniece Williams, Henry Redd, Nathan Watts, Susaye Greene, Lionel Richie | Anderson, Law           | 4:40 |
| 6.  | "Mood"                                                   | Moore, Jimmy Jam and Terry Lewis                                         | Jimmy Jam & Terry Lewis | 4:14 |
| 7.  | "Precious"                                               | Carol Duboc, Darrell Smith                                               | George Duke             | 5:58 |
| 8.  | "I Started Crying"                                       | Moore, Jimmy Jam & Terry Lewis                                           | Jimmy Jam & Terry Lewis | 4:11 |
| 9.  | "It's Alright"                                           | Moore, Vassal Benford                                                    | Benford                 | 5:42 |
| 10. | "I See You In a Different Light" (featuring JoJo Hailey) | Diane Warren, JoJo Hailey                                                | Warren, JoJo Hailey     | 4:28 |
| 11. | "Blooming Flower"                                        | Moore, Law                                                               | Law                     | 5:01 |
| 12. | "This Moment Is Mine"                                    | Moore, Wright, Jimmy Jam & Terry Lewis                                   | Jimmy Jam & Terry Lewis | 5:13 |
| 13. | "Tonight"                                                | Debelah Morgan, Vassal Benford                                           | Vassal Benford          | 4:13 |

## Utgivningshistorik
| Region | Datum                       | Format | Skivbolag   |
| ------ | --------------------------- | ------ | ----------- |
| Japan  | 28 juli 2003                | CD     | MCA Records |
| Japan  | 4 augusti 2003 (re-release) | CD     | MCA Records |